# Карлос Груесо
Карлос Груесо (ісп. Carlos Gruezo, нар. 19 квітня 1995, Санто-Домінго) — еквадорський футболіст, півзахисник клубу MLS «Сан-Хосе Ерсквейкс» та національної збірної Еквадору.

## Клубна кар'єра
Народився 19 квітня 1995 року в місті Санто-Домінго. Вихованець юнацьких команд футбольних клубів «ЛДУ Кіто» та «Індепендьєнте Хосе Теран».
У дорослому футболі дебютував 2011 року виступами за команду клубу «Індепендьєнте Хосе Теран», в якій провів один сезон, взявши участь лише у 4 матчах чемпіонату. 
Своєю грою за цю команду, втім, привернув увагу представників тренерського штабу клубу «Барселона» (Гуаякіль), до складу якого приєднався 2012 року. Відіграв за  гуаякільську команду наступні два сезони своєї ігрової кар'єри. Більшість часу, проведеного у складі гуаякільської «Барселони», був основним гравцем команди.
30 січня 2014 року уклав 4-річний контракт з німецьким «Штутгартом». У Німеччині починав як гравець ротації, проте невдовзі припинив отримувати ігровий час і у січні 2016, провівши за два роки лише 18 ігор у Бундеслізі, залишив Штутгарт, приєднавшись до «Далласа» з американської MLS.
2 липня 2019 року повернувся до Німеччини, уклавши п'ятирічний контракт з «Аугсбургом».
31 січня 2023 року повернувся до сполучених країн, підписавши контракт на 3 роки з клубом «Сан-Хосе Ерсквейкс».

## Виступи за збірні
2011 року дебютував у складі юнацької збірної Еквадору, взяв участь у 13 іграх на юнацькому рівні, відзначившись одним забитим голом.
2013 року залучався до складу молодіжної збірної Еквадору. На молодіжному рівні зіграв у 9 офіційних матчах.
17 травня 2014 року дебютував в офіційних матчах у складі національної збірної Еквадору, вийшовши на заміну у товариській грі проти збірної Нідерландів. А вже за декілька тижнів 19-річний гравець був включений до заявки еквадорської збірної для участі у фінальній частині чемпіонату світу 2014 у Бразилії. За два роки був учасником Кубка Америки 2016.

## Титули і досягнення
- Чемпіон Еквадору (1):

«Барселона» (Гуаякіль): 2012
- Переможець Суперкубка Еквадору (1):

ЛДУ Кіто: 2025
Збірні
- Срібний призер Боліваріанських ігор: 2013